# Astronauti che hanno camminato sulla Luna
Solo dodici astronauti, tutti statunitensi, hanno camminato sulla superficie della Luna. Tutti facevano parte del programma Apollo e a fine 2022 sono trascorsi 50 anni da quando l'uomo ha messo per l'ultima volta piede sulla Luna.
Gli astronauti lunari, elencati in ordine cronologico (con indicazione dell'effettivo contatto con il suolo lunare), furono:

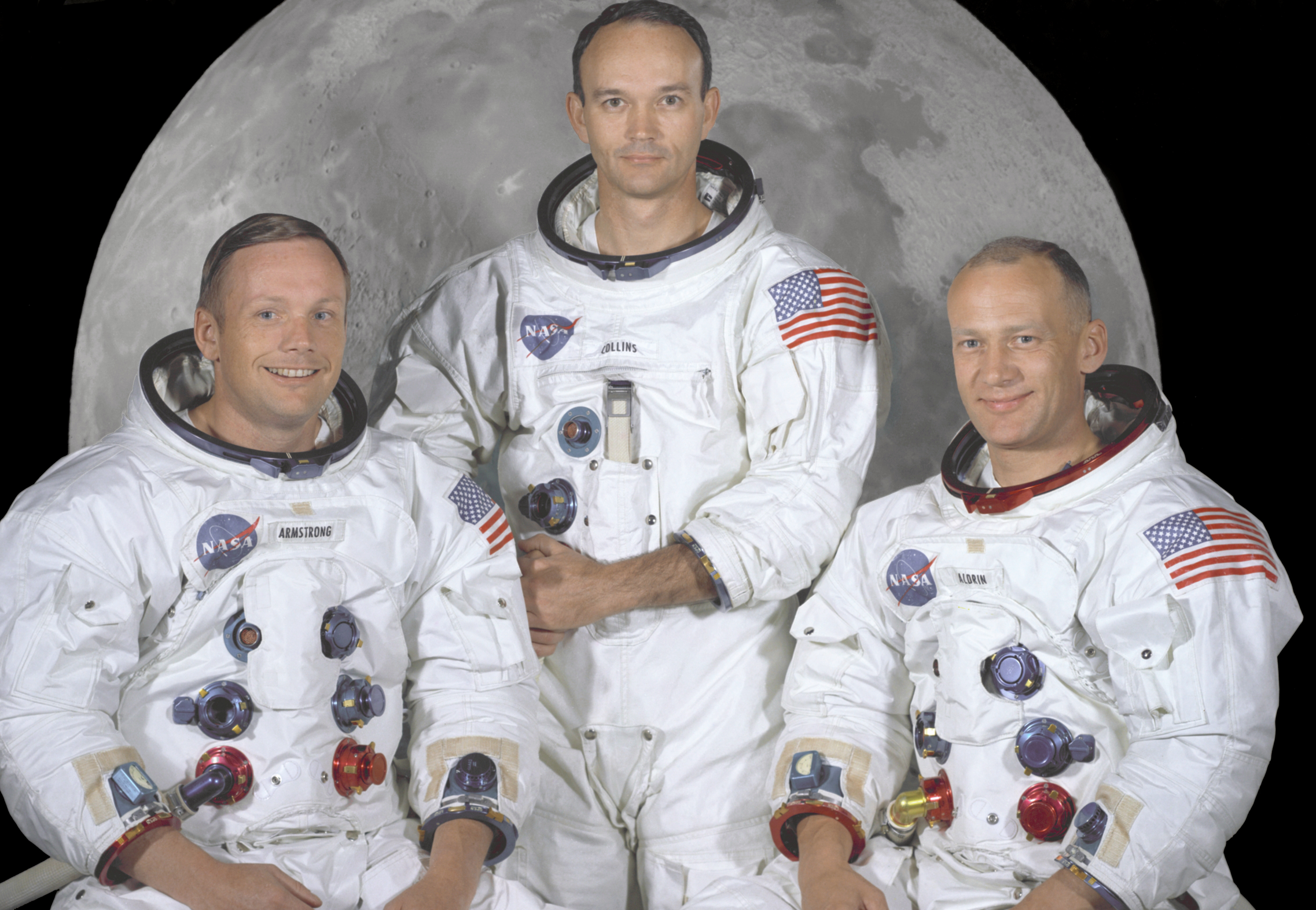
L'equipaggio dell'Apollo 11 (Armstrong, Collins e Aldrin)

## Missione: Apollo 11
1. Neil Armstrong alle ore 02:56 UTC del 21 luglio 1969;
2. Buzz Aldrin alle ore 03:15 UTC dello stesso giorno.

## Missione: Apollo 12
3. Pete Conrad alle ore 11:44 UTC del 19 novembre 1969;
4. Alan Bean alle ore 12:13 UTC dello stesso giorno.
Entrambi svolsero una seconda EVA (Extra-vehicular activity, Attività Extra Veicolare):
- Conrad a partire dalle ore 03:59 UTC del 20 novembre 1969 e
- Bean a partire dalle ore 04:06 UTC dello stesso giorno.

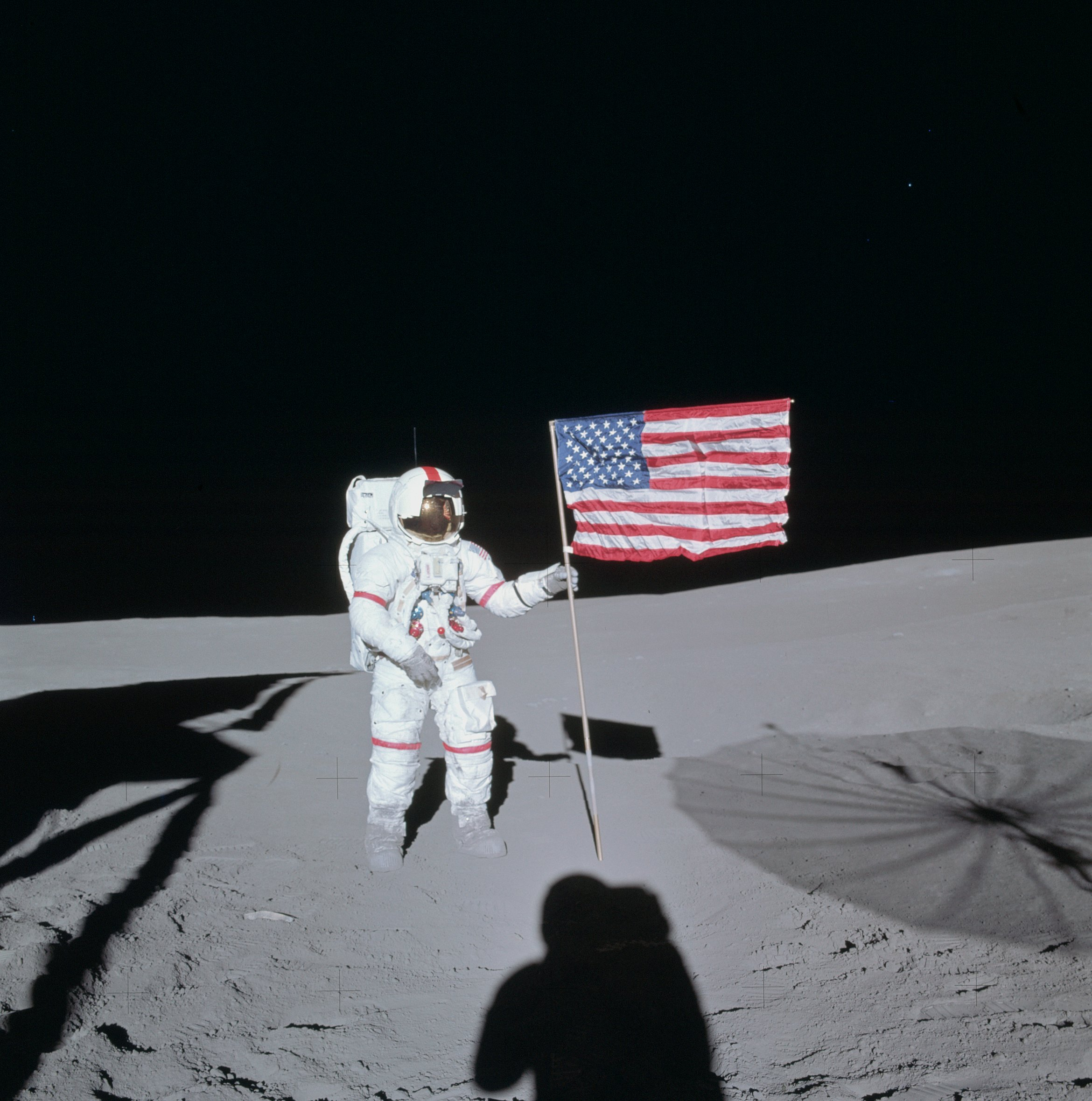
Alan Shepard sulla Luna

## Missione: Apollo 14
5. Alan Shepard alle ore 14:53 UTC del 5 febbraio 1971;
6. Edgar Mitchell alle ore 14:58 UTC dello stesso giorno.
La seconda EVA iniziò per:
- Shepard alle ore 08:16 UTC del 6 febbraio 1971 e per
- Mitchell alle ore 08:23 dello stesso giorno.

## Missione: Apollo 15
7. David Scott alle ore 13:12 UTC del 31 luglio 1971;
8. James Irwin immediatamente dopo.
Per la prima volta fu prevista l'esecuzione di tre EVA:
- seconda EVA iniziata alle ore 11:48 UTC del 1º agosto 1971 e
- terza EVA iniziata alle ore 08:52 del 2 agosto 1971.

## Missione: Apollo 16
9. John Watts Young alle ore 16:47 UTC del 21 aprile 1972;
10. Charles Duke immediatamente dopo.
Anche durante questa missione vennero eseguite ulteriori due EVA:
- seconda EVA iniziata alle ore 16:33 del 22 aprile 1972 e
- terza EVA iniziata alle ore 15:25 del 23 aprile 1972.

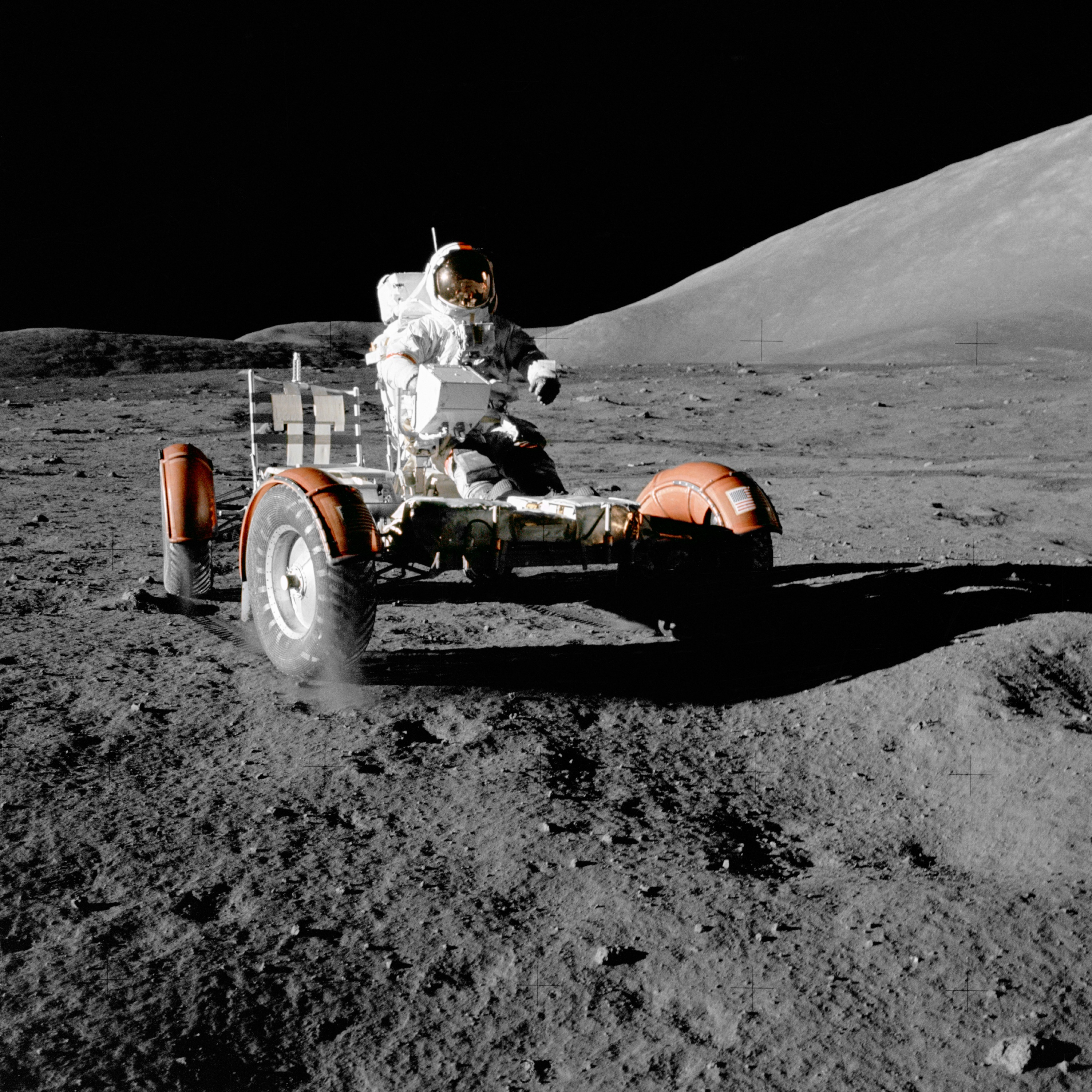
Eugene Cernan guida il rover lunare di Apollo 17

## Missione: Apollo 17
11. Eugene "Gene" Cernan alle ore 23:54 UTC dell'11 dicembre 1972;
12. Harrison "Jack" Schmitt immediatamente dopo.
Vennero eseguite ulteriori due EVA:
- la seconda con inizio alle ore 23:28 UTC del 12 dicembre 1972 e
- la terza con inizio alle ore 22:25 UTC del 13 dicembre.

Schmitt fu il dodicesimo ed ultimo nuovo astronauta a porre il suo piede sulla Luna. L'ultimo a lasciarla invece fu il comandante della missione Cernan, rientrato a bordo del modulo lunare poco dopo il collega. Erano le 05:40 UTC del 14 dicembre 1972. 